# 張保洛
張保洛（？—560年代），代人，自称祖籍南阳郡西鄂县（今河南省南阳市方城县），北魏、东魏、北齐官員。

## 生平
张保洛的家族世代喜欢奉养宾客，崇尚义气豪侠，在北魏北方边境颇为知名。张保洛年少时敏捷健壮，擅长射箭和骑术。孝昌年间，六镇扰乱，张保洛也随众人南下。葛荣反叛时，以张保洛出任领左右。葛荣失败后，张保洛仍为尔朱荣统军，屡次升任扬烈将军、奉车都尉，后来隶属高欢担任都督，跟随讨伐纥豆陵步藩。
中兴元年（531年）六月，高欢在信都起兵，张保洛为帐内，跟随参与广阿之战击败尔朱兆。张保洛很快升任右将军、中散大夫，仍然以帐内的身份跟随高欢围困邺城，攻克邺城后，张保洛出任平南将军、光禄大夫。永熙元年（532年）闰三月，张保洛又跟随高欢在韩陵之战击败尔朱兆，随高欢进入洛阳，加安东将军。后来高欢上奏皇帝削减自己的食邑分授将士，张保洛随例封昌平县薄家城乡男，食邑一百户。
永熙三年（534年），魏孝武帝元修和高欢不和，命令仪同贾显智率领豫州刺史斛斯元寿向东前往济州，高欢派遣大都督窦泰从滑台渡过黄河抵御贾显智，张保洛隶属窦泰，作为前锋部队，事情平定后张保洛转任都督。
天平三年（537年），张保洛又随从高欢袭击夏州并攻克。万俟受洛干投降高欢时，高欢派遣张保洛与众将在路上接应万俟洛。元象初年，张保洛担任西夏州刺史、当州大都督，又因前后累积的功劳，封安武县伯，食邑四百户，转而代理蔚州刺史。张保洛又随从高欢在邙山之战进攻宇文泰，围困玉壁，进攻龙门，进爵为侯。大军回师后，张保洛留镇晋州。
高澄继承霸府，任命张保洛为左厢大都督。后来张保洛出镇晋州，加征西将军。西魏王思政据守颍州，东魏大军攻打不克。高澄命令张保洛镇守杨志坞，令他与阳州为掎角之势。颍川被东魏攻克后，张保洛很快出任梁州刺史，进爵为公。
齐文宣帝高洋接受禅让建立北齐，张保洛加开府，仍为梁州刺史，张保洛在任内搜刮民财，官吏百姓都怨恨他。高殷初年，张保洛兼任侍中，很快出任沧州刺史，封敷城郡王，因为在任内搜刮民财，被免官削夺王爵。张保洛去世后，朝廷赠予他之前的官职，恢复敷城郡王封爵。儿子张默言继承爵位，武平末年官至卫将军。

## 其他
中国魏晋南北朝史学会副会长何德章教授指出，与张华原情况类似，《北齐书》《张保洛传》：“代人也，自云本出南阳西鄂”是北族伪托望族和冒认祖先。

## 造像记
东魏武定七年十二月八日（550年1月11日），张保洛与东荆州刺史刘袭、东雍州刺史薛光炽造石碑像四佛四菩萨，为高欢、娄昭君、高澄等人祈福。

## 延伸阅读
[在维基数据编辑]
 《北齊書/卷19》，出自李百药《北齊書》
 《北史·卷053》，出自李延壽《北史》